# ウルトラアイ
『ウルトラアイ』は、1978年5月8日から1986年3月17日までNHK総合テレビで放送された科学をテーマにした全293回の情報番組・教養番組である。放送時間は毎週月曜 19:30 - 20:00（JST）であった。

## 概要
当時教育テレビで放送された中高生向け科学番組『みんなの科学』を補完する、小学生向けの児童科学教育番組の性格を強く持った『四つの目』→『レンズはさぐる』の系譜を引き継いだ番組である。
番組放送開始のきっかけは、1978年4月から月曜日の19:30に放送する新番組枠を「科学産業班」と「教養番組班」のどちらかが担当することになり、科学産業班が企画したのが『ウルトラ・アイ』である。パイロット版（「ウルトラ・アイ『馬』」）は、1978年1月5日の19:30より放送され、好評を博した結果、放送枠を勝ち取った。なお、教養番組班が企画した番組は、4月より木曜22:00枠を与えられて『歴史への招待』として放送され、こちらも約6年続く人気番組となった。
番組制作に際し、司会には当時NHKアナウンサーの山川静夫が起用された。山川は当時、芸能番組の出演などで多忙を極めていたが、プロデューサーの打診に「理科嫌いの自分がやるのは面白い」と考え、司会を引き受けたという。以後、数多くの題材に自ら実験台として携わった上、当番組終了後も、後継番組の『トライ&トライ』『くらべてみれば』までの20年近くに渡って司会を担当し続けた。またナレーションの小林恭治は『四つの目』→『レンズはさぐる』から続投して出演していた。
これらの番組は、現在放送中の『所さんの目がテン!』（日本テレビ放送網）や、『ガッテン!』（NHK総合テレビ、2022年2月終了）に象徴される生活科学番組の草分け的存在でもある。
番組タイトルの「アイ」には、3つのアイ（アイデア、目、愛情）が込められている。
企画の際には「ウルトラアイ3原則」として
1. ばかなことを言っても笑わない
2. やってみなけりゃ わからない
3. みんなでやれば こわくない

というコンセプトを掲げて各番組を制作した。

## 内容
NHKらしく、科学的な検証実験をまじめに行うものであるが、当時としては珍しい、大掛かりな内容のものもあった。
1. 省エネ運転術：この回の最後、スタジオから比較的近くに住むアシスタントに、ガソリンが1リットルしか入っていない車で帰宅させた。出発したところで番組は終了したが、無事帰宅できた模様である。
2. 卵の大実験（1980年6月16日放送）：ニワトリの卵へのエサの影響を調べるために、1日おきに違う色のエサを食べさせて、黄身が同心円状になることを示す。何層にも色の違った黄身の卵が出来る。
3. あなたのダイヤモンドは本物か（1980年10月20日放送）：ダイヤモンドの硬さを証明するために、ダイヤモンドと他の鉱物をロードローラーで轢く。ダイヤモンドは固定した台にめり込み、ローラーのその位置は凹んだ。
4. 人魂大実験（1981年8月24日放送）：人魂を人工的に作る実験をし、滞空時間3秒で成功した。本田宗一郎の呼びかけで実現し、本人も番組にも出演した。ガスを使って人魂を発生する機械は本田技研工業が製作した。
5. すし学入門（1981年11月2日放送）
6. 右きき 左きき（1982年5月31日放送）
7. 出会いのテクニック（1981年4月13日放送）：男女の出会いで一番心拍数が上がるときはどんなときか探る。自己紹介するときが一番上がる。
8. シートベルトの安全性の実験：崖から人形を乗せた車を高千穂峡にほど近い谷間へ突き落とす。その結果、車は木っ端微塵になった。
9. クシャミの飛距離を測る実験：バスの中の乗客全員が無機質なお面をかぶった。
10. ストレスの実験：「ストレス実験中」と書かれた札を下げた乳牛が銀座をねり歩く。乳の出が悪くなる。
11. ちょっと気になる夏の肌
12. 肥満タイプ・やせタイプ
13. 虫歯にならない耳よりな話
14. ラッシュアワー大実験（1981年12月7日放送）：当時大井川鉄道（現在の大井川鐵道）で使用していたクハ2800形（元名鉄ク2800形）に地元の住民を1両の中へどれだけ詰め込むことが出来るかを実験した。定員150名の所へ393名を乗車させて「定員の約2.6倍」という結果となった。
15. 木の肌ざわり住みごこち
16. さんまは苦いがしょっぱいか
17. 柿のしぶい話
18. 天ぷらはどうすればカラッと揚がるか?
19. 上手な掃除のしかた

など。

### トライヤー
司会の山川は、体を張って数々の実験台の役をこなしたことから「トライヤー」と呼ばれた（この「トライヤー」は、のちに「トライ&トライ」で実験台担当者の呼称として正式に採用される）。
1. スキージャンプに挑戦（1980年2月4日放送）：山川が短期間の練習を経て、実際にスモールヒル級のジャンプに挑戦した画像が流されたが、実は自分ではなかったことを告白してこの回は終了した。また、選手の視界を体験するということでジャンプのコーチがカメラを持ってノーマルヒルのジャンプを撮影した。なお、この回はレークプラシッドオリンピックに出場する日本ジャンプ陣の壮行の意味合いもあり、八木弘和らがゲスト出演した。
2. “蚊”学入門（1980年7月7日放送）：ビールを飲む山川（皮膚温36.7℃）とジュースを飲むディレクターの池尾（皮膚温34℃）がたくさんの蚊が飛ぶ蚊帳の中に入り、どちらが刺に多くさされるか体を張って実験した。山川213匹、池尾93匹で皮膚温の高い方が刺されやすい。
3. スズメバチ撃退作戦（1980年10月27日放送）：特殊な素材で出来た服装（デニム素材を数枚重ねたもの）を着てスズメバチ駆除を試みる。手袋のところをスズメバチに刺されてしまう。VTRの最後で握手をした際、山川は「イテテ！」と崩れ落ち、救急車で搬送された。
4. ハリ・灸はどのように体にきくか（1982年11月8日放送）：鍼治療の肩こりへの効果を試すため、大リーグボール養成ギプスのようなものを1日中、通勤の車内でも付けて強制的に肩こりにする。結果は、耳へのハリ治療で肩の硬度が18から14に下がった。
5. ウェルター級のボクサーに殴られる実験（1978年10月9日放送）：手加減なしのボディーブローを受けた山川は、暫く打撲痛に悩まされたという。
6. マイナス30度以下の倉庫内でどれだけ長く耐えられるかを自らが入って実験
7. 一週間タコとイカだけを食べて悪玉コレステロールの変化を調べる実験
8. ダゲレオタイプの写真の被写体になる：露光時間は1時間程度であった。ただし、夏の暑い日の事で、椅子に座った山川は持ちこたえたが、立ち姿のアシスタントは途中で倒れてしまい、写らなかった。
9. 魔球の秘密（1980年4月7日放送）：変化球のメカニズムを紹介したエピソードである。変化球を習得した山川が南海ホークスの香川伸行と1打席限定で対戦した（結果は内野ゴロ）。この対戦は実験のために組まれた物ではなく、実際の80年オープン戦で行われたもので、ユニフォーム姿の山川が投手としてコールされた際、不審に思った球審がベンチに確認を取ったほどであった。
10. 柔道：山下泰裕に投げ飛ばされた。
11. 時間に関する実験のため、明かりのない洞窟で2日間過ごした。

など。
- 主な出演者：榊原るみ、おおば比呂司、黒鉄ヒロシ、小林恭治（ナレーター）
時には榊原、おおば、黒鉄らも、山川程ではないにせよ「トライヤー」としても出演する事があった。例えば、「石焼いも」がテーマの回で、試しにおおばが銀座界隈で「“砂”焼いも」の屋台を引いて廻ったが、砂では熱が伝わらないため、いもが焼けず失敗した。
- アシスタント：小高千絵、山本百合子、宮本千絵、伏見まりえ、岡田ますみ、田中裕子、阿部知代他。
アシスタントも「トライヤー」となる事があった。スキューバ・ダイビングにトライし、実際に海に潜ったり（山本）、零下数十度の部屋に防寒着を付けて入ったり（宮本）した。

### テーマ曲
開始当初は越部信義作曲の番組オリジナル曲を使用、オープニング用とエンディング用があった（エンディング用はオープニング用よりサイズが長い）。演奏はシャンブルサンフォニエットが担当した。
1980年からはエレクトーン奏者の柏木玲子によるエレクトーン演奏に変更された（本人も出演）。

## 放送リスト

### 1978年
パイロット分2回、通常回24回　
| 放送日                  | サブタイトル                  | ゲスト                                                  |
| ----------------------- | ----------------------------- | ------------------------------------------------------- |
| 1月5日（パイロット版）  | 馬                            | 春日八郎、辻久子、大竹しのぶ 羽佐間道夫（ナレーション） |
| 3月22日（パイロット版） | 百聞は一見にしかず            | 伊藤一葉                                                |
| 5月8日                  | 日本女子バレーボール          | 白井貴子                                                |
| 5月15日                 | ハト 大レース                 | 新沼謙治                                                |
| 5月22日                 | 遊園地                        | 三遊亭小円遊                                            |
| 5月29日                 | 高速ドライブ                  | 松岡きっこ                                              |
| 6月5日                  | 歯・歯・歯                    | ジョーン・シェパード                                    |
| 6月12日                 | サーカス                      | 三木のり平                                              |
| 7月3日                  | 雨，あめ，アメ                | 藤村有弘                                                |
| 7月17日                 | カエル                        | 小沢昭一                                                |
| 7月24日                 | 泳ぎ                          | 大村崑                                                  |
| 7月31日                 | うなぎ                        | 暉峻康隆                                                |
| 8月14日                 | ビール                        | 毒蝮三太夫                                              |
| 8月28日                 | 花火                          | 園山俊二                                                |
| 9月4日                  | リズム                        | 猪俣猛                                                  |
| 9月11日                 | ねこ                          | 佐良直美                                                |
| 10月2日                 | 走る                          |                                                         |
| 10月9日                 | ボクシング                    | 具志堅用高                                              |
| 10月16日                | 海中散歩                      | 早野凡平                                                |
| 10月23日                | オッパイの秘密                | 山内逸郎、九重佑三子                                    |
| 10月30日                | 笛                            | 上杉紅童                                                |
| 11月13日                | 肥満タイプ・やせタイプ        | 小野三嗣                                                |
| 11月20日                | 米                            | 玉置宏                                                  |
| 12月11日                | オートバイ                    | マイク真木                                              |
| 12月18日                | 火の用心                      | 塚本孝一                                                |
| 12月25日                | 特集ウルトラアイ 歌・声・のど | 中沢桂、金沢明子、平尾昌晃 ボニー・ジャックス、藤原弘達 |

### 1979年
36回
| 放送日   | サブタイトル           | ゲスト                                                  |
| -------- | ---------------------- | ------------------------------------------------------- |
| 2月5日   | 寒さ                   | 池田錦重                                                |
| 2月12日  | 雪                     | 高橋喜平                                                |
| 2月19日  | 金                     | 富塚文太郎                                              |
| 3月5日   | ジャンボ・ジェット機   | 久我美子                                                |
| 3月12日  | 桜島                   | 坂上二郎、守島智美                                      |
| 3月19日  | テレビスタジオ         | 飯沢匡、大久保堯夫                                      |
| 3月26日  | 眠り                   | 遠藤四郎                                                |
| 4月9日   | 桜                     | 三波春夫                                                |
| 4月16日  | マンションずまい       | 江戸京子                                                |
| 4月23日  | 空き巣にご用心         | 宮城音弥、杉山章象、清水三郎                            |
| 4月30日  | 親と子～動物たちの絆～ | 古賀忠道、近江俊郎、近江佳世                            |
| 5月7日   | 胃                     | 友竹正則、並木正義                                      |
| 5月14日  | 洗たく                 | 西川勢津子                                              |
| 5月21日  | 髪の毛                 | 戸田浄                                                  |
| 6月4日   | 時間                   | 横井庄一、大久保堯夫                                    |
| 6月11日  | 竹                     | 山本邦山                                                |
| 6月18日  | なわばり               | 香原志勢                                                |
| 6月25日  | 記憶力                 | フランソワーズ・モレシャン 塚田裕三、友寄英哲、藤村有弘 |
| 7月2日   | 塩と高血圧             | 家森幸男、辻嘉一                                        |
| 7月9日   | 心臓                   | 渥美和彦、君原健二                                      |
| 7月16日  | 柔道                   | 山下泰裕、佐藤宣践                                      |
| 7月30日  | 磯の生物               | 酒井恒                                                  |
| 8月6日   | 夏を涼しく             | 高木健太郎、藤村有弘                                    |
| 8月13日  | 釣り                   | 末広恭雄、桂歌丸                                        |
| 9月3日   | これがトラだ           | 川上宗薫、小原秀雄                                      |
| 9月10日  | ビバ！太陽エネルギー   | 村山定男、いずみたく                                    |
| 9月24日  | 富士山                 | 楠本憲吉、竹内均                                        |
| 10月1日  | 台風                   | 根上淳、亀井勇                                          |
| 10月8日  | 筋肉の秘密             | 中野昭一、数住岸子                                      |
| 10月22日 | バイコロジー           | 中野浩一                                                |
| 10月29日 | 写真                   | 三遊亭金馬、立木義浩                                    |
| 11月5日  | 禁煙大実験             | 岸惠子、浅野牧茂                                        |
| 11月12日 | 灯油ひとカン           | 中原ひとみ、太田時男                                    |
| 11月19日 | あなたの顔は……         | 桂米丸、山崎清                                          |
| 12月3日  | 星空                   | 村山定男、ジェリー藤尾                                  |
| 12月17日 | 飲むほどに酔うほどに…  | 加藤信勝、小野昌子                                      |

### 1980年
39回　
| 放送日   | サブタイトル                                            | ゲスト                                            |
| -------- | ------------------------------------------------------- | ------------------------------------------------- |
| 1月7日   | マイペース道中記                                        | フランソワーズ・モレシャン、辻村明                |
| 1月14日  | 凧タコあがれ                                            | 友竹正則                                          |
| 1月21日  | 健康入浴法                                              | 小沢昭一、加地正郎                                |
| 2月4日   | ジャンプ                                                | 伊黒正次、斉藤昌子                                |
| 2月11日  | 縄文人がやってきた                                      | 小松政夫、上杉紅童、鈴木尚 渡辺伸一郎、塩野半十郎 |
| 3月3日   | 牛乳                                                    | 鴇田文三郎                                        |
| 3月10日  | 山川静夫のヨガ入門                                      | 石川中                                            |
| 3月17日  | ちり紙交換                                              | 大野泰雄、富士真奈美                              |
| 3月24日  | 騒音時代のまん中で                                      | 長田泰公                                          |
| 4月7日   | 魔球の秘密                                              | 藤田元司、太田裕美                                |
| 4月14日  | 省エネ運転術                                            | 小口泰平、かたせ梨乃                              |
| 4月21日  | イルカとつきあう法                                      | 鳥羽山照夫、樫山文枝                              |
| 5月12日  | 犬の嗅覚                                                | ロミ・山田、臼井和哉、安達俊夫、塩谷賢一          |
| 5月26日  | 茶・茶・茶                                              | 若尾文子、向笠芳郎                                |
| 6月2日   | 冷凍保存                                                | 小山明子、田中武夫                                |
| 6月9日   | 鳥のラブソング                                          | 芹洋子、柿沢亮三                                  |
| 6月16日  | 卵 大実験                                               | 中村紘子、今井清                                  |
| 6月30日  | ちょっと気になる夏の肌                                  | 加藤淳子、高瀬吉雄                                |
| 7月7日   | “蚊”学入門                                              | 秋吉久美子、栗原毅                                |
| 7月14日  | うどんとそば                                            | 香川京子、柴田茂久                                |
| 7月21日  | 冒険シリーズ（1） 地の底をゆく                          | 竹内均、うつみ宮土理（司会）                      |
| 7月28日  | 冒険シリーズ（2） 大空に挑む                            | 竹内均、うつみ宮土理（司会）                      |
| 8月4日   | 冒険シリーズ（3） 海底をさぐる～潜水艇・深度200メートル | 竹内均、うつみ宮土理（司会）                      |
| 8月25日  | ワニ・トカゲ・ヘビ                                      | 由紀さおり、小原秀雄                              |
| 9月1日   | 地震直前 あなたの1分                                    | 安倍北夫、伊藤和明                                |
| 9月15日  | 長寿ばんざい                                            | 水野肇                                            |
| 9月22日  | 空きカン生態学                                          | かたせ梨乃、米村洋一                              |
| 9月29日  | ジョギング健康法                                        | 尾高忠明                                          |
| 10月6日  | 綱引き必勝法                                            | 石井喜八、ダーク・ダックス                        |
| 10月13日 | 甘い誘惑 ―砂糖―                                         | 岸ユキ、中村治雄                                  |
| 10月20日 | あなたのダイヤは本物か                                  | 兼高かおる、崎川範行                              |
| 10月27日 | スズメバチ撃退作戦                                      | 浅茅陽子、松浦誠                                  |
| 11月10日 | ピアノとつきあう法                                      | 中村紘子、杉靖三郎                                |
| 11月17日 | 徹底分析 あなたのテニス                                 | 福井烈、丘みつ子                                  |
| 11月24日 | 特集ウルトラアイ 肝臓に御用心                           | 原田尚、市原悦子                                  |
| 12月1日  | 靴健康学                                                | 近藤四郎、芳村真理                                |
| 12月8日  | カゼの正体 ―傾向と対策―                                 | ペギー葉山、加地正郎                              |
| 12月15日 | 新・掃除学                                              | 三林京子、大島司郎                                |
| 12月22日 | 炎の秘密・キャンドル                                    | ジュディ・オング、芦ケ原伸之                      |

### 1981年
42回　
| 放送日   | サブタイトル                                            | ゲスト                                    |
| -------- | ------------------------------------------------------- | ----------------------------------------- |
| 1月5日   | レッツ・ダンス                                          | 森下はるみ、中川久美                      |
| 1月19日  | スケート・滑りの秘密                                    | 渡部絵美、小林禎作                        |
| 1月26日  | 血圧・健康のバロメーター                                | 岸ユキ、堀原一                            |
| 2月2日   | 味は切れ味 包丁次第 ―視聴者提案・家庭生活シリーズ―（1） | 沢村貞子、秋岡芳夫                        |
| 2月9日   | 最新なんでも接着術 ―視聴者提案・家庭生活シリーズ―（2）  | 研ナオコ、畑敏雄                          |
| 2月16日  | 眠法ふとんの術 ―視聴者提案・家庭生活シリーズ―（3）      | 泉ピン子、小原二郎                        |
| 2月23日  | 現代“考音学”                                            | 島田祐子、子安勝                          |
| 3月2日   | 現代“耳”学問                                            | 鈴木弘子、水越治                          |
| 3月9日   | ビバ！風力エネルギー                                    | 芹洋子、東昭                              |
| 3月16日  | 雪どけのころ                                            | 森ミドリ、大沼匡之                        |
| 3月23日  | SL大実験                                                | 山田吾一、豊田浩                          |
| 3月30日  | がんばれ！もうすぐ1年生                                 | 左時枝、永野重史                          |
| 4月13日  | 出会いのテクニック                                      | 河合雅雄                                  |
| 4月20日  | バットの秘密                                            | 堺正章、小林一敏                          |
| 4月27日  | 宵闇せまれば…                                           | 大久保堯夫、白石冬美                      |
| 5月11日  | ガラスとつきあう法                                      | バーバラ寺岡、境野照雄                    |
| 5月18日  | ジス イズ ア“ペン”                                      | フランソワーズ・モレシャン、野沢松男      |
| 5月25日  | 豆腐栄養学                                              | 真屋順子、大久保一良                      |
| 6月8日   | あなたの下着は…                                         | 田村照子、かたせ梨乃                      |
| 6月15日  | 家庭害虫シリーズ「ハエ」                                | 天地総子、林晃史                          |
| 6月22日  | 家庭害虫シリーズ「シロアリ」                            | 三ツ矢歌子、森八郎                        |
| 6月29日  | 家庭害虫シリーズ「ゴキブリ」                            | 藤田弓子、石井象二郎                      |
| 7月6日   | 涙・涙・涙…                                             | 高松英郎、水川孝 夏目雅子（フィルム出演） |
| 7月13日  | ホタルと話す ―野に出よう―（1）                          | 大場信義                                  |
| 7月20日  | 横綱グモに挑戦 ―野に出よう―（2）                        | 萱嶋泉                                    |
| 7月27日  | カブトムシを誘惑 ―野に出よう―（3）                      | 矢島稔                                    |
| 8月10日  | プール水泳術                                            | 松村鈴子、小林一敏                        |
| 8月24日  | ヒトダマ大実験                                          | 杉浦三千夫、一龍斎貞水                    |
| 9月7日   | 骨のある話                                              | 岡崎聡子、立石哲也、江沢郁子              |
| 9月14日  | 白髪三千本                                              | 牛山喜久子、久木田淳                      |
| 9月21日  | あなたの目は（1） ―驚異のメカニズム―                    | 丸尾敏夫、牧野達郎、大谷直子              |
| 9月28日  | あなたの目は（2） ―視力の秘密―                          | 丸尾敏夫、大谷直子                        |
| 10月12日 | レモン・オレンジの敵“ミバエ”の正体                      | 和泉雅子、小山重郎                        |
| 10月19日 | ワインは生きている                                      | 花房晴美、渡辺正澄                        |
| 10月26日 | さんま 苦いか しょっぱいか                              | 大塚滋、二木てるみ                        |
| 11月2日  | すし学入門                                              | 渡辺美佐子、近藤弘                        |
| 11月9日  | ガスにご用心                                            | 次郎丸誠男、新井春美                      |
| 11月16日 | 畳とつき合う法                                          | 宇野英隆、白都真理                        |
| 11月23日 | 特集ウルトラアイ あなたとストレス                       | 朝丘雪路、田多井吉之介                    |
| 11月30日 | 漬けものの秘密                                          | 近藤弘、金沢明子                          |
| 12月7日  | ラッシュアワー大実験                                    | 森下洋子、遠藤敏夫                        |
| 12月14日 | これが石焼きイモだ！                                    | 友竹正則、吉田企世子                      |

### 1982年
38回
| 放送日   | サブタイトル                         |
| -------- | ------------------------------------ |
| 1月11日  | いたずら静電気の正体は               |
| 1月18日  | 雪道ドライブ                         |
| 1月25日  | フグは食いたし…                      |
| 2月1日   | 納豆健康学                           |
| 2月15日  | これが樹氷だ                         |
| 2月22日  | 大接近！鳴門のうず潮                 |
| 3月1日   | 春一番                               |
| 3月8日   | ニキビの正体                         |
| 3月15日  | ヤンバルクイナは飛べるか？           |
| 4月12日  | なぜ 熱くなる？電子レンジ            |
| 4月19日  | なぜ正確？クォーツ時計               |
| 4月26日  | なぜ写る？〜自動焦点カメラ           |
| 5月10日  | 徹底分析・初ガツオ                   |
| 5月17日  | 診断 あなたの血は（1） ―血液型―      |
| 5月24日  | 診断 あなたの血は（2） ―献血・輸血―  |
| 5月31日  | 右きき・左きき                       |
| 6月7日   | 梅干しは本当に身体に良いか？         |
| 6月14日  | 天ぷらはどうすればカラッと揚がるか？ |
| 6月21日  | 冷蔵庫の得な使い方は？               |
| 7月5日   | レーザーとは何か                     |
| 7月19日  | 虫のエサとり戦術 ―野に出よう―（1）   |
| 7月26日  | 虫の防衛戦術 ―野に出よう―（2）       |
| 8月2日   | 虫のプロポーズ戦術 ―野に出よう―（3） |
| 8月30日  | おしゃべり九官鳥の謎                 |
| 9月6日   | あなたもできる体力増進               |
| 9月13日  | 焼き物づくりに挑戦                   |
| 9月20日  | 母乳ワンダフル                       |
| 9月27日  | サケ回帰の神秘                       |
| 10月4日  | 乗りもの酔いなんかこわくない         |
| 10月18日 | じゃがいも大研究                     |
| 10月25日 | においマツタケ 味しめじ              |
| 11月1日  | イビキで嫌われない法                 |
| 11月8日  | ハリ・灸はどのように体にきくか       |
| 11月15日 | みそ 徹底分析                        |
| 11月29日 | 最新レコード学入門                   |
| 12月6日  | お酒はぬる目の方がよいか？           |
| 12月13日 | 新・食品保存術                       |
| 12月20日 | モチのいい話                         |

### 1983年
34回　
| 放送日   | サブタイトル                                                     |
| -------- | ---------------------------------------------------------------- |
| 1月10日  | 住居暖房学（1） ―省エネやりくり作戦―                             |
| 1月17日  | 住居暖房学（2） ―断熱改造大実験―                                 |
| 1月24日  | ドロはね防止大研究                                               |
| 2月21日  | あなたとイスの相性は                                             |
| 2月28日  | 煙にまかれない法                                                 |
| 3月7日   | キッチン防火術                                                   |
| 3月14日  | 美しい肌の秘密                                                   |
| 4月4日   | コミュニケーション大実験（1） ―友だち何人できるかな―             |
| 4月11日  | コミュニケーション大実験（2） ―チンパンジーが養子にやって来た！― |
| 4月18日  | ニオイ大研究                                                     |
| 4月25日  | ハイウエードライブ安全学                                         |
| 5月9日   | その気にさせる法                                                 |
| 5月23日  | ヤドカリ住宅分譲中                                               |
| 5月30日  | 虫歯にならない耳よりな話                                         |
| 6月6日   | 新 サラダ栄養学                                                  |
| 6月13日  | 汗かき健康法                                                     |
| 6月20日  | いつまでも錆びない話                                             |
| 6月27日  | すり傷・切り傷なぜ治る                                           |
| 7月4日   | アユ徹底分析                                                     |
| 7月11日  | 落雷大実験                                                       |
| 7月18日  | 賢い冷房                                                         |
| 8月1日   | うなぎのうまい話                                                 |
| 8月15日  | 非常食で生き残る法                                               |
| 9月5日   | 心の乱れにうち克つシリーズ（1） 人前であがらない法               |
| 9月12日  | 心の乱れにうち克つシリーズ（2） あなたもできる心身安定法         |
| 10月3日  | 運動会・かけっこ必勝法                                           |
| 10月17日 | 知ってびっくりゴルフの科学                                       |
| 10月24日 | おいしいご飯の秘密                                               |
| 11月7日  | あなたの照明は間違っていないか                                   |
| 11月14日 | オンチ大研究                                                     |
| 11月21日 | 柿のしぶい話                                                     |
| 11月28日 | 北風小僧がやってくる                                             |
| 12月5日  | 生きもの越冬大作戦                                               |
| 12月19日 | 現代なんでも印刷術                                               |

### 1984年
38回
| 放送日   | サブタイトル                        |
| -------- | ----------------------------------- |
| 1月9日   | 独楽 コマ まわれ                    |
| 1月16日  | 手 この大きな贈り物                 |
| 1月23日  | 毛糸とつきあう法                    |
| 1月30日  | スキーの秘密                        |
| 2月13日  | 電池に明るくなる話                  |
| 2月27日  | これが流氷だ                        |
| 3月5日   | ウルトラ通信科学館                  |
| 3月12日  | ウルトラアイ映像科学館              |
| 4月2日   | あなたの反射神経は？                |
| 4月9日   | ガスをうまく使う方法                |
| 4月16日  | 熊本城・石垣大研究                  |
| 4月23日  | ワカメのアジな話                    |
| 5月7日   | 歩けあるけ…                         |
| 5月14日  | 虫歯にならない耳よりな話            |
| 5月21日  | 磯遊び大研究                        |
| 5月28日  | レッツゴー森林浴                    |
| 6月4日   | これが人間ドックだ                  |
| 6月11日  | 鐘がね知りたかった話                |
| 6月18日  | 雨に歩けば 〜雨傘の徹底研究〜       |
| 6月25日  | 水泳健康法                          |
| 7月2日   | カビにとりつかれない法              |
| 7月9日   | 絹の不思議                          |
| 7月16日  | ヨット帆走の秘密                    |
| 7月23日  | 夏の日ざしにご用心                  |
| 7月30日  | 昆虫おもしろ図鑑                    |
| 8月6日   | プールおもしろ実験集                |
| 8月27日  | 探検！ 青木ヶ原樹海                 |
| 9月3日   | 人と魚の知恵くらべ 〜海釣り大研究〜 |
| 9月24日  | 新コレストロール学                  |
| 10月1日  | 木の肌ざわり住みごこち              |
| 10月15日 | コーヒーに目覚める話                |
| 10月22日 | 犬とつき合うワンポイント            |
| 10月29日 | 早起きは三文のトクか                |
| 11月5日  | らくらく安全・自転車学入門          |
| 11月12日 | 足技の魅力 サッカー                 |
| 12月3日  | ラッコの赤ちゃん誕生                |
| 12月17日 | 食べものびっくり実験集              |
| 12月24日 | 体と健康びっくり実験集              |

### 1985年
29回　
| 放送日   | サブタイトル                                                  |
| -------- | ------------------------------------------------------------- |
| 1月7日   | ウルトラ号科学万博 体験旅行                                   |
| 1月14日  | うし年だからモー研究                                          |
| 1月21日  | あなたの冷え症治せます                                        |
| 1月28日  | 1枚へらす防寒衣術                                             |
| 2月11日  | トライ&トライ！ あなたのハテナに挑戦                          |
| 2月18日  | 酷寒大実験                                                    |
| 2月25日  | ハトもどっきり？ 目玉模様                                     |
| 3月11日  | ソコまで知りたい足の話                                        |
| 3月18日  | 知ってびっくり花粉の不思議                                    |
| 3月25日  | 何が決め手か 歌声の魅力                                       |
| 4月8日   | 野球なぜなぜ解説                                              |
| 4月15日  | クリーニング大作戦                                            |
| 4月22日  | キャッとおどろく家ネコ生態学                                  |
| 5月13日  | 方向オンチをふっとばせ                                        |
| 5月27日  | 道草を食うはなし 食べておいしい意外な野草                     |
| 6月10日  | 雨あて合戦 梅雨の陣                                           |
| 6月17日  | 米づくり大実験上越新幹線からも見える ウルトラ田で長期実験開始 |
| 6月24日  | 日ざしさんさんサングラス                                      |
| 7月8日   | 泡をくう話                                                    |
| 7月15日  | 秘伝！ からくり人形のからくりは…                              |
| 8月5日   | あなたもなれる！ 水中人間                                     |
| 8月19日  | 不思議いろいろカラーの研究                                    |
| 9月9日   | これが強風のパワーだ                                          |
| 9月30日  | 続 米づくり大実験                                             |
| 10月21日 | 華麗なるカレーの研究                                          |
| 10月28日 | 本となかよくする法                                            |
| 11月25日 | ここがポイント！ 疲労回復                                     |
| 12月2日  | 冬の快適安眠法 ふとんの中は何度が最適？                       |
| 12月9日  | 味のある牛肉の話 安い肉と高い肉の違いは？                     |

### 1986年
8回
| 放送日  | サブタイトル               |
| ------- | -------------------------- |
| 1月13日 | みかん大研究               |
| 1月20日 | おねしょなんかとんでいけ！ |
| 1月27日 | 集中力を身につける法       |
| 2月10日 | 血圧と上手につきあう法     |
| 2月17日 | 元気が出る？ ニンニクの話  |
| 2月24日 | 目がくらむ「金」学         |
| 3月10日 | がんばり実験大特集         |
| 3月17日 | 今明かす「アイ」の秘密     |

## 番組の現存状況
初期は1インチVTRではなく、再利用されることが多い2インチVTRが使用されており、第2回～第69回（1978年5月15日～1982年3月15日）までの放送及び82年分の一部（12回分）は保存されていなかった。
その後、番組発掘プロジェクトの呼びかけで『NHKアーカイブス』（2013年11月24日放送）で当番組を取り上げた際、番組開始から2年間アシスタントを務めた小高千絵が自宅のベータマックスで番組を60本ほど録画しており、その映像を一部使用して放送した。この発掘分を含めて視聴者提供の映像も発掘され、この時点で残りは「寒さ」と「冷凍食品」の2本のみに。
2014年7月、「冷凍食品」（1980年6月2日放送）の回が発掘。山川が提供した古典芸能の録画テープをプロジェクトスタッフがチェックしていた時に発見したもので、保存のない回は「寒さ」（1979年2月5日放送）のみとなった。